# Targaniczanka
Targaniczanka – potok, lewostronny dopływ Wieprzówki o długości 10,3 km i powierzchni zlewni 22,9 km².
Źródła potoku znajdują się w Beskidzie Andrychowskim (Beskid Mały), na wysokości około 734 m pod przełęczą Skaliste. Potok zasilany jest licznymi ciekami spływającym z północnych zboczy Beskidu Andrychowskiego. Przepływa przez wsie Targanice i Sułkowice, w tych ostatnich uchodzi do Wieprzówki na wysokości 329 m. Nazwa potoku jest nazwą odmiejscową – pochodzi od wsi Targanice.